# Parc Sutter
 (mars 2012).
Si vous disposez d'ouvrages ou d'articles de référence ou si vous connaissez des sites web de qualité traitant du thème abordé ici, merci de compléter l'article en donnant les références utiles à sa vérifiabilité et en les liant à la section « Notes et références ».
Pour les articles homonymes, voir Sutter.
Le parc Sutter est un jardin public situé sur les pentes de la Croix-Rousse dans le 1er arrondissement de Lyon dans le Rhône. On y accède au nord par la rue de Vauzelles et au sud par la place du Lieutenant-Morel. 

## Présentation
D'une superficie de 0,5 hectare, ce parc se caractérise par une déclivité prononcée. Les aménagements récemment réalisés ont tiré parti de cette situation en organisant l'espace en terrasses.

## Bâtisse
La maison de la famille Sutter fut à partir de 1975, occupée par une communauté, la « communauté Moulinsart ». À la suite d'un incendie (1977 ou 1978 ?), la mairie transfère la communauté dans un immeuble de la rue René-Leynaud.
Depuis les années 2010-2020, plusieurs structures l'occupent :
- l'association Village Sutter, dont le principal objet est d’organiser des animations culturelles et festives ;
- la compagnie des arts du cirque MPTA de Mathurin Bolze[2] ;
- l'association Le Rêve en Couleurs gérant une crèche parentale (au rez-de-chaussée).